# Дэлхоссер, Фил
Филипп (Фил) Питер Дэлхоссер (англ. Philip "Phil" Peter Dalhausser; род. 26 января 1980 года) — швейцарско-американский профессиональный игрок в пляжный волейбол, выступающий в роли блокирующего игрока. Он и его бывший партнер по игре, Тодд Роджерс, были чемпионами ассоциации волейболистов-пляжников (англ. AVP Tour ) и чемпионами мира по пляжному волейболу (англ. FIVB world champions) в 2007 году.
Дэлхоссер и Роджерс доминировали как внутри США, так и на чемпионате мира, став первой командой которая выиграла два турнира в году (2010 год). Дэлхоссер и Роджерс завоевали золотые медали на летних Олимпийских играх в Пекине в 2008 году.

## Личная жизнь
Дэлхоссер родился в городе Баден, кантон Аргау, Швейцария. Отца звали Питер, он был по национальности немец. Мать Марианна, она была швейцаркой. Теперь он называет своим родным городом Вентура, Калифорния. Он учился в средней школе Мэйнленд в Дайтоне-Бич, штат Флорида. Дэлхоссер начал играть в волейбол только в свой последний год в старшей школе.
Он учился в Университете Центральной Флориды и стал членом братства Лямбда Чи Альфа где был назван "Самым ценным игроком" и получил премию Уильяма Г. Моргана за самого выдающегося игрока. Он получил бакалавра по бизнесу и играл в команде по волейболу. После колледжа, он работал в бетонной компании, а затем недолго работал в фирме, которая на носила дорожную разметку на дорогах Флориды.
В 2011 году Дэлхоссер женился на Дженнифер Коррал, которая тоже была профессиональным игроком в пляжный волейбол. У пары есть двое детей.

## Волейбольная карьера

### AVP Tour
С ростом 206 см, Дэлхоссер лидировал в туре AVP 2005–2010 годов по блокам.
В 2006 году Дэлхоссер объединился с Тоддом Роджерсом. Роджерс, ветеран профессионального пляжного волейбола с 11-летним стажем, считал, что ему нужен партнер, который поможет ему достичь высокого уровня, и верил, что Дэлхоссер может стать лучшим игроком в мире. Роджерс играл две роли, являясь партнером и тренером для Дэлхоссера.
В 2007 году Дэлхоссер и Роджерс выиграли Чемпионат мира по пляжному волейболу в Гштаде, Швейцария, став первой американской парой, выигравшей золотую медаль на этом турнире.

### Олимпийские игры

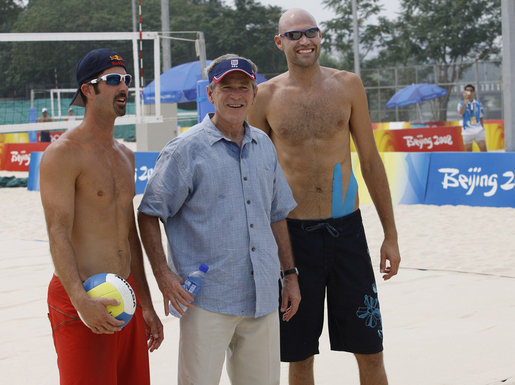
Президент Джордж Буш вместе с Дэлхоссер и его партнером Тоддом Роджерсом на тренировочной сессии в субботу, 9 августа 2008 года, в парке Чаоянг в Пекине, перед их первыми матчами на летних Олимпийских играх 2008 года.

Дэлхоссер прошел квалификацию на летние Олимпийские игры 2008 года в Пекине, чтобы представлять Соединенные Штаты вместе со своим товарищем по команде Тоддом Роджерсом, став лучшей американской командой в процессе международной квалификации.
Первый матч неожиданно проиграли команде Латвии, занимавшей 23-е место в рейтинге. Затем они выиграли все остальные игры. Дэлхоссер и Роджерс выиграли золотую медаль в матче против Марсио Араужо и Фабиу Луиза Магальянеса из Бразилии, со счётом 2:1. Новоиспеченные чемпионки пляжного волейбола среди женщин и соотечественницы Мисти Мэй-Трейнор и Керри Уолш смотрели финал на стадионе. Дэлхоссер сделал девять блоков в финальном матче, пять из которых пришлись на решающий третий сет, приводя США к лидерству 9:1 и в конечном итоге выигрывая его со счетом 15:4. Дэлхоссер был назван самым ценным игроком турнира. Это сделало Соединенные Штаты единственной страной, которая выиграла золотые медали в мужском и женском пляжном волейболе на одних и тех же Олимпийских играх.
Дэлхоссер и Роджерс не смогли повторить успех на летних Олимпийских играх 2012 года в Лондоне. Пара проиграла в 1/8 финала молодым итальянцам Паоло Николаи и Даниэле Лупо.
Дэлхоссер сформировал пару с Ником Лусеной для летних Олимпийских игр 2016 года в Рио-де-Жанейро, выиграв свой дебютный матч против Туниса. Дальше они прошли в четвертьфинал, где играли против лучшей команды Бразилии Алисона Черутти и Бруно Шмидта. Тот матч они проиграли со счетом 2:1 (21:14, 12:21, 15:9) на родном поле бразильцев.
Дэлхоссер и Лусеной снова приняли участие в Олимпийских играх 2020 года, где они заняли 9-е место.После Олимпийского турнира Дэлхоссер решил завершить свою  профессиональную карьеру.